# Karang Jaya (Karang Jaya)
Karang Jaya is een bestuurslaag in het regentschap Musi Rawas van de provincie Zuid-Sumatra, Indonesië. Karang Jaya telt 3454 inwoners (volkstelling 2010).